# Vivien Oakland
Vivien Oakland, född Andersen 20 maj 1895 i San Francisco, död 1 augusti 1958 i Hollywood, var en amerikansk skådespelerska.
Oakland började sin karriär inom vaudeville med sina systrar, och gjorde debut på vita duken i stumfilmen Destiny: Or, The Soul of a Woman 1915.
Hon är mest känd för sin medverkan i flera Hollywood-komedier mellan 1920-talet och 1930-talet, framförallt i ett flertal Hal Roach-komedier, varav några med komikerduon Helan och Halvan.
Hon gjorde sin sista filmroll 1951, och avled i tjocktarmscancer 1958.

## Filmografi (i urval)
- 1915 – Destiny: Or, The Soul of a Woman
- 1926 – Along Came Auntie
- 1926 – Say It With Babies
- 1927 – Love 'Em and Weep
- 1928 – Helan och Halvan på vift
- 1929 – Helan och Halvan som nygifta
- 1932 – På nattkröken
- 1935 – Myteri
- 1937 – Vi reser västerut
- 1940 – Skandal i Oxford
- 1946 – Night and Day
- 1947 – Vinddriven[6][4]